# El hombre menguante
El hombre menguante (The Shrinking Man en inglés) es una novela de ciencia ficción del escritor estadounidense Richard Matheson, publicada en 1956. Se ha adaptado a una película dos veces, llamadas The Incredible Shrinking Man en 1957 y The Incredible Shrinking Woman en 1981, ambas por Universal Pictures. La novela fue retitulada El increíble hombre menguante en algunas ediciones posteriores.

## Argumento
Mientras está de vacaciones, Scott Carey queda expuesto a una nube de aerosol radiactivo poco después de ingerir accidentalmente insecticida. La radiactividad actúa como catalizador del insecticida, provocando que su cuerpo se encoja a un ritmo de aproximadamente 3,5 mm por día.
La disminución anormal del tamaño de su cuerpo inicialmente genera burlas y mofas y fricciones en su matrimonio y vida familiar. A medida que continúa la contracción, comienza a verse amenazada también la vida de Carey; con 17 cm de altura, es atacado por un gorrión en su jardín y acaba en su sótano sobreviviendo con restos de comida y agua. Es amenazado por un gato y lucha con una araña viuda negra a la que finalmente mata.
A medida que Carey continúa encogiéndose, se da cuenta de que su temor original de encogerse hasta la inexistencia es incorrecto; que continuará encogiéndose, pero no desaparecerá como temía originalmente; su pensamiento epifánico es: "Si la naturaleza existe en niveles infinitos, también podría existir la inteligencia".